# Копили (Берестейська область)
Копили (біл. Капылы) — село в Кам'янецькому районі Берестейської області Білорусі. Адміністративно належить до Верховицької сільради, у господарському відношенні входить до складу ВАТ «Каролін».
Копили знаходяться за 28 км на північний захід від Кам'янця, за 55 км на північ від Берестя, за 10 км на північний схід від станції Високе-Литовське залізничної лінії Берестя — Білосток.
У селі 90 жителів (2010). Працює крамниця.

## Історія
- Середина XVI ст.: у Берестейському повіті Берестейського воєводства ВКЛ. 1567 року Воєвода мінський, державець Кам'янецького маєтку Копили виставляв пошту, 7 коней. Згадується у судових справах від 16 листопада 1582.
- 1795: у результаті третього поділу Речі Посполитої підпадає під владу Російської імперії.
- Середина XIX ст.: село і фільварок — у складі маєтку Копили у Берестейському повіті Гродненської губернії Російської імперії, володіння поміщиці Кароліни Пусловської.
- 1845: згідно з інвентарем до складу маєтку входили 5 фільварків (один у Копилах), 11 сіл, всього 388 дворів, 2910 ревізьких душ, 9838 десятин землі. На цей час у фільварку Копили — 704 десятини землі, у селі 50 дворів (з них 29 відбували повинності у фільварку Копили, інші — у фільварку Каролін), 353 ревізькі душі. Діяла корчма.
- 2-га половина XIX ст.: Село і маєток у Верховицькій волості Берестейського повіту Гродненської губернії.
- 1890: маєток належав Феліксу Пусловському, близько 1165 десятин землі, у селі — 679 десятин.
- 1905: у селі 653 жителі.
- 1921: унаслідок Польсько-радянської війни за Ризьким мирним договором потрапляє під владу Польщі як село Верховицької гміни Берестейського повіту Поліського воєводства.
- 1923: 52 двори, 283 мешканці.
- 1939: у результаті Пакту Молотова — Ріббентропа опиняється у складі тогочасної Берестейської області БРСР.
- 1940: село у Верховицькій сільраді Високівського району тодішньої Берестейської області.
- 1941—1945: протягом Німецько-радянської війни на фронтах загинули і зникли безвісти 16 сільчан.
- 1960: 772 жителі.
- 1962: село в Кам'янецькому районі, входило до складу колгоспу «Росія».

## Населення
- 2010 рік — 90 осіб
- 2005 рік — 50 господарств[4]
- 1999 рік — 110 осіб[2]